# Tontoniidae
Famille
Les Tontoniidae sont une famille de Ciliés de la classe des Oligotrichea et de l’ordre des Oligotrichida.

## Étymologie
Le nom de la famille vient du genre type Tontonia, dont l’origine n’a pas été explicitée par Fauré-Fremiet . Cependant, le genre Tontonia a été récolté sur le « Cytos », yacht du Professeur Henneguy, lequel était le beau père de Fauré-Fremiet. Ce pourrait-être cette proximité parentale qui aurait été à l'origine du nom de genre[réf. nécessaire]. 

## Description
Les Tontoniidae ont, selon Lynn, les caractéristiques de la sous-classe des Oligotrichia Bütschli, 1887/1889 à savoir les suivantes :

« une taille petite (<80 µm) à grande (>200 µm). Une forme généralement arrondie. Ils vivent en nage libre. Chez de nombreuses espèces, un périlemme est présent, ainsi que des plaques polysaccharidiques internes. Leur cinéties somatiques sont réduites en nombre et variables en forme, formant des ceintures et des spirales, généralement dérivées d'une cinétie de ceinture « équatoriale » et d'une cinétie « ventrale » de dikinétides qui prend naissance près du pôle postérieur. Existe des extrusomes souvent sous forme de « trichites » proéminents en forme de bâtonnets. Leur région buccale s’étend sur la moitié antérieure avec des polycinétides buccaux étendus et visibles en deux sections : un « collier » à l'extérieur sur la surface du corps encerclant le pôle antérieur de l'organisme, et un « revers » à l'intérieur de la cavité buccale proprement dite. En position parorale, existe une seule file de cinétosomes. 
Leur reproduction s’effectue par stomatogenèse apocinétique, souvent dans une poche sous la surface ou par morphogenèse de division, de type énantiotrope.
Leur macronoyau est globulaire à ellipsoïde ou en forme de bande, souvent multiple. Le micronoyau est présent. On note, au moins dans les formes d'eau douce, la présence de vacuole contractile. Le cytoprocte est peut-être absent.
Ils se nourrissant de bactéries, de microalgues et de protistes plus petits ; mais les espèces mixotrophes sont courantes. »

.
En outre, on remarque chez les Tontoniidae la présence d'une queue contractile allongée et bien visible, laquelle est souvent perdue chez les spécimens fixés.
D’après Agatha, les différents genres de Tontoniidae  diffèrent par le schéma de leur ceinture de cinéties (CC) :
- chez  Tontonia  les deux extrémités de la CC forment une spirale  dextre (c. à d. enroulée vers la droite)
- chez Paratontonia Jankowski, 1978, les deux extrémités de la CC sont proches de l'extrémité postérieure du côté ventral ;
- chez Pseudotononia les deux extrémités de la CC sont horizontales ;
- chez Laboea et Spirotontonia, les deux extrémités de la CC sont en spirale senestre (c. à d. enroulée vers la gauche)[4].

## Habitat
Le genre Tontonia a été découvert en 1914 dans la baie du Croisic (France).
Les Tontoniidae vivent librement en milieu marin et d'eau douce, au sein du plancton, mais plusieurs espèces sont endocommensales chez les échinides.

## Liste des genres
Selon GBIF (22 juillet 2024) :
- Laboea Lohmann, 1908
- Paratontonia Jankowski, 1978
- Pseudotontonia Agatha, 2004
- Spirotontonia Agatha, 2004
- Tontonia Fauré-Fremiet, 1914 genre type
  - Espèce type : Tontonia appendiculariformis  Fauré-Fremiet, 1914

Selon Lynn (2010)
- Paratontonia Jankowski, 1978
  - Genre synonyme : Tontonia
- Pseudotontonia Agatha, 2004
- Spirotontonia Agatha, 2004
- Tontonia Fauré-Fremiet, 1914

## Systématique
Le nom valide de ce taxon est Tontoniidae Agatha, 2004.
En 2004, Agatha divise le genre Tontonia à queue en deux nouveaux genres : Pseudotontonia nov. gen. et Spirotontonia nov. gen.

## Publication originale
- (en) S. Agatha, « Evolution of ciliary patterns in the Oligotrichida (Ciliophora, Spirotricha) and its taxonomic implications », Zoology, vol. 107, no 2,‎ 2004, p. 153-168 (ISSN 0944-2006, lire en ligne, consulté le 29 juillet 2024).